# تيري براون (منافسة ألعاب القوى)
تيري براون (بالإنجليزية: Terri Brown)‏ هي منافسة ألعاب القوى أمريكية، ولدت في 27 سبتمبر 1947 في برمنغهام في الولايات المتحدة.

## وصلات خارجية
- تيري براون على موقع أوليمبيديا (الإنجليزية)